# Julian Hunte

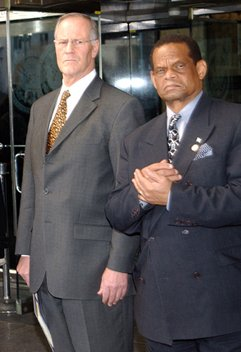
Bill Graham (izquierda) y Julian Hunte.

Julian Robert Hunte (nacido el 14 de marzo de 1940) es un político santalucense que se ha desempeñado como Ministro de Relaciones Exteriores, Comercio Exterior y Aviación Civil, senador y presidente de la LVIII Sesión de la Asamblea General de las Naciones Unidas. A principios de la década de los setenta fue alcalde de Castries, la capital del país y en 1984 ganó la presidencia del Partido Laborista de Santa Lucía, posición desde la cual encabezó la oposición en el parlamento hasta 1996. En el año 2001 fue elegido miembro del Senado y recibió la invitación del primer ministro Kenneth Anthony para integrarse a su gabinete.
Hunte recibió la Orden del Imperio Británico en junio de 1979 y está casado con Charlotte Elizabeth Jennifer Clarke, madre de sus cuatro hijos.